# Americhernes levipalpus
Espèce
Synonymes
- Lamprochernes levipalpus Muchmore, 1972

Americhernes levipalpus est une espèce de pseudoscorpions de la famille des Chernetidae.

## Distribution
Cette espèce est endémique d'Utah aux États-Unis. Elle se rencontre dans le comté de Box Elder.

## Description
Le mâle holotype mesure 2,91 mm et la femelle paratype 2,80 mm.

## Publication originale
- Muchmore, 1972 : A new Lamprochernes from Utah (Pseudoscorpionida, Chernetidae). Entomological News, vol. 82, p. 327-329 (texte intégral).